# Suak Pangkat
Suak Pangkat is een bestuurslaag in het regentschap Aceh Barat van de provincie Atjeh, Indonesië. Suak Pangkat telt 316 inwoners (volkstelling 2010).